# Megaleptoperla grandis
Megaleptoperla grandis is een steenvlieg uit de familie Gripopterygidae. De wetenschappelijke naam van de soort is voor het eerst geldig gepubliceerd in 1913 door Hudson.